# Eskütt Lajos
Eskütt Lajos (Gölle, 1896. március 1. – Budapest, 1957. május 18.)  Nagyatádi Szabó István  személyi titkára, aki 1921-ben az egyik  főszereplője lett az Eskütt-féle panama néven elhíresült, lókiviteli engedélyekkel űzött korrupciós ügynek.

## Életpályája
Nagyatádi Szabó Istvánnak, a Bethlen-kormány kisgazdapárti miniszterének személyi titkára és a Kisgazdapárt egyik titkára volt. A földművelésügyi minisztériumban a panamaügyek egyik főszereplője. Több politikusra, köztük elsősorban Nagyatádira terhelő vallomást tett. Ezután Nagyatádi lemondott miniszteri tárcájáról és szülőfalujába vonult vissza. 
A politikai karrierjét féltő és igazságát kereső Eskütt a felkínált titkos egyezségeket és emigrálási lehetőséget visszautasította, helyettük rehabilitációt és mandátumot követelt. Nagyatádi és Bethlen emiatt rágalmazás címén perbe fogta őt, Nagyatádi azonban a tárgyalás előtt néhány héttel, gyanús körülmények között elhunyt. Eskütt Lajost 1924-ben ötévi börtönre ítélték. 1933-ban elmegyógyintézetbe zárták ahonnan csak évekkel később, 1938-ban bocsátották el. 
Teljesen  elfeledve, 1957. május 18-án halt meg Budapesten.